# Merredinia damsonoides
Merredinia damsonoides là một loài nhện trong họ Nemesiidae.
Merredinia damsonoides được miêu tả năm 1983 bởi Main.